# Typhon (пускова установка)
Typhon (укр. «Тифон») також відомий як «Strategic Mid-range Fires System» (SMRF; укр. «Стратегічна вогнева система середньої дальності») — мобільна наземна пускова установка, призначена для пусків багатоцільових ракет Standard SM-6 та крилатих ракет Tomahawk (дальність до 1700 км у версії Block Vb, точна дальність засекречена) Армії США.

### Історія
Typhon є наземним варіантом корабельної вертикальної пускової установки Mk41. Договір із компанією Lockheed Martin на створення цих комплексів був підписаний у листопаді 2020 року, трохи більше ніж через рік після того, як був розірваний ДРСМД, згідно з яким США та Росія не повинні були випробовувати та розгортати ракети наземного базування з дальністю польоту від 500 до 5 ,5 тис. км та пускові установки для них.
«Тифон» був розроблений Армією США як частина програми «Long Range Precision Fires» (LRPF; укр. «Високоточне озброєння великої дальності»). Система «Тифон» призначена для ураження цілей, які знаходяться на більшій відстані, ніж цілі для ракети PrSM, але на меншій відстані, ніж система гіперзвукової зброї великої дальності, використовуючи модифіковані ракети ВМС SM-6 та Tomahawk. Спочатку Армія планувала розгорнути першу батарею SMRF у 4 кварталі 2023 фінансового року, а ще три батареї – протягом наступного року. У 2023 році Армія успішно здійснила запуск ракети SM-6 з установки «Тифон», а 27 червня 2023 року було успішно запущено ракету Tomahawk з установки «Тифон», що належала 1-й багатосферній оперативній групі (MDTF; англ. «Multi-domain task force»).
У квітні 2024 року Армія оперативно розгорнула батареї «Тифон» з 1-ї багатосферної оперативної групи на Філіппінах. Батарею було перевезено з авіабази Льюїс-Маккорд за допомогою транспортного літака ПС США C-17 Globemaster на невідомий аеродром на півночі Лусона для участі у спільних військових навчаннях Salaknib 2024. За словами представників Армії США, з цієї позиції на Лусоні ракети «Тифон» можуть охоплювати не тільки всю протоку Лусон, а й досягати узбережжя Китаю та різних баз Народно-визвольної армії в Південно-Китайському морі. За словами філіппінських військових, система не використовувалася під час бойових навчань, але філіппінські солдати пройшли навчання щодо поводження та обслуговування системи. Система також була використана під час навчань Balikatan 24. 4 липня 2024 року повідомлялося, що система може бути виведена з країни «впродовж наступних кількох місяців». Представник Армії Філіппін заявив, що розгортання ракетної системи «Тифон» на Філіппінах може бути продовжено після вересня 2024 року, залежно від оцінки результатів навчань
.
Друга батарея була активована в січні 2024 року та отримала назву Батарея D, 5-й батальйон, 3-й полк польової артилерії, що є частиною 1-ї багатосферної оперативної групи з авіабази Льюїс-Маккорд.
10 липня 2024 року Білий дім опублікував спільну заяву США та Німеччини, в якій було оголошено, що у 2026 році США розпочнуть періодичне розгортання систем далекобійної зброї в Німеччині. У заяві зазначається, що ці підрозділи «матимуть значно більшу дальність, ніж нинішні наземні засоби вогню в Європі» та включатимуть ракети SM-6 і Tomahawk.
4 вересня 2024 року секретар армії США Крістін Вормут повідомила, що під час її візиту обговорювалося питання розгортання багатосферної оперативної групи в Японії, яка включає ракетну систему «Тифон».

### Організаційно-штатна структура

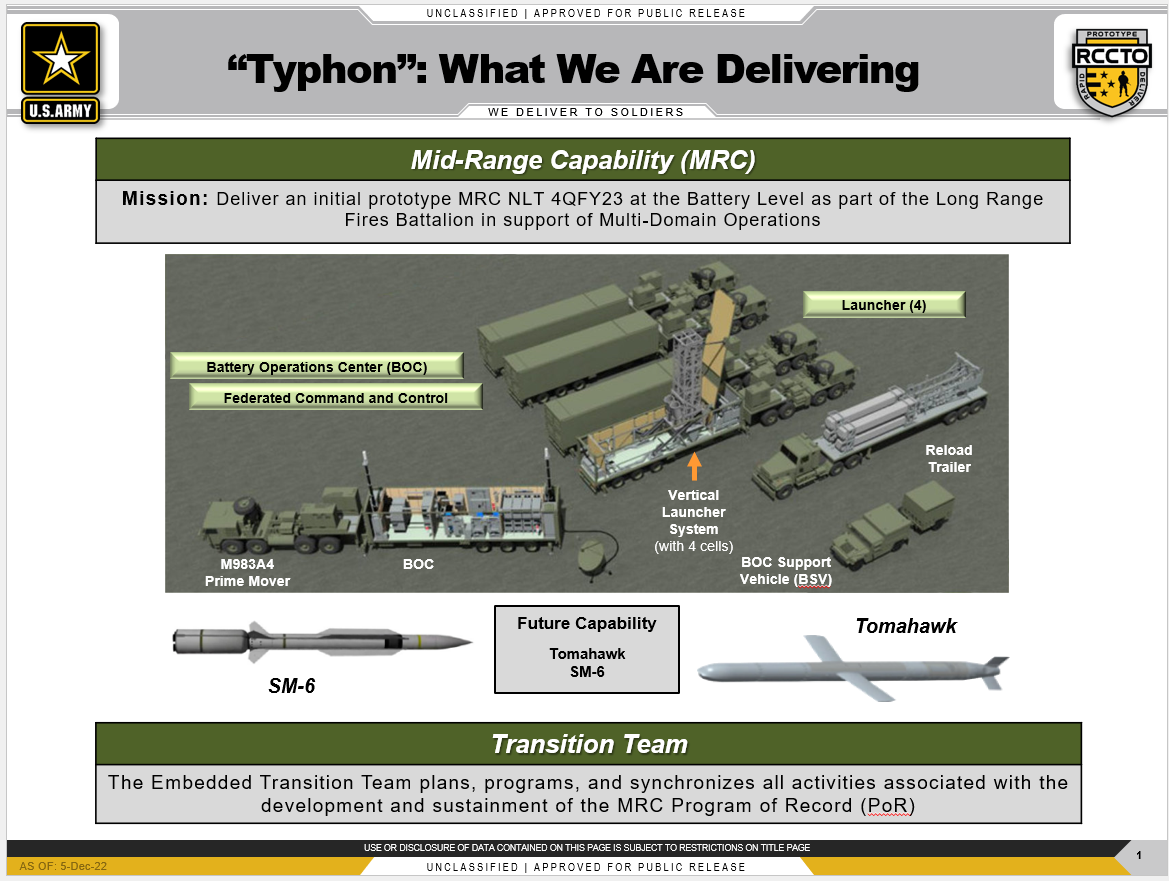
Схема структури батареї «Тифон»

Батареї SMRF складаються з чотирьох пускових установок Typhon і центру управління батареї, підтримуваних кількома основними тягачами, причепами, генераторами та іншими допоміжними машинами. Батарея SMRF є частиною Стратегічного вогневого батальйону в рамках багатосферної оперативної групи (MDTF), що географічно орієнтована на певний регіон.
Бюджет на 2025 фінансовий рік виділив кошти на закупівлю тридцяти двох тактичних ракет Tomahawk (TACTOM), контейнерів Mk 14, додаткової батареї Typhon і наземного обладнання підтримки, що включає один центр управління батареєю (BOC; англ. «Battery Operations Center»), чотири системи розгортання корисного навантаження (PDS; англ. «Payload Deployment Systems») для пускових установок, одну установку для перезаряджання, один автомобіль підтримки для BOC, а також надане урядом обладнання та витрати на управління програмою. Загальне фінансування на 2025 рік для цієї системи досягло $183 млн для науково-дослідних, дослідно-конструкторських робіт та експериментів і $233 млн для закупівель, при цьому точна кількість замовлених одиниць не розголошується.
Хоча спочатку Армія планувала розробити лише чотири батареї SMRF, виділяючи одну батарею для кожної MDTF, на липень 2024 року відхилилася від цього плану, маючи дві батареї, закріплені за 1-ю MDTF. Армія зазначила, що бойові командири можуть коригувати розподіл батарей між MDTF, щоб виділити більше ніж одну на кожну, якщо це необхідно.

## Оператори

### Поточні
США

### Потенційні
Німеччина